# Ивасик, Александр Никитович
Александр Никитович Ивасик — советский военный деятель, генерал-майор.

## Биография
Родился в 1917 году в селе Беляны. Член КПСС с 1941 года.
Окончил Ленинградское Краснознаменное артиллерийское училище, ВАФ, ВА ГШ.
Участник Великой Отечественной войны: начальник штаба 398-го истребительного противотанкового артиллерийского полка, начальник штаба 504-го легкого артиллерийского полка, начальник штаба 65-й легкой артиллерийской бригады, командир 815-го пушечного артиллерийского полка, командир 1428-го легкого артиллерийского полка
В 1960—1964 гг. — начальник Сумского Краснознаменного артиллерийско-технического училища имении М. В. Фрунзе.
В 1970—1983 гг. — заместитель начальника управления боевой подготовки и высших учебных заведений Управления ракетных войск и артиллерии Сухопутных войск.
Делегат XXII съезда КПСС.
Умер в 1998 году в Москве.

## Награды
- Орден Красного Знамени (19.02.1945, 19.05.1945, 30.12.1956)
- Орден Суворова III степени (1944)
- Орден Отечественной войны I степени (06.04.1985)
- Орден Красной Звезды (1944, 1951, 1981)